# Dissecação

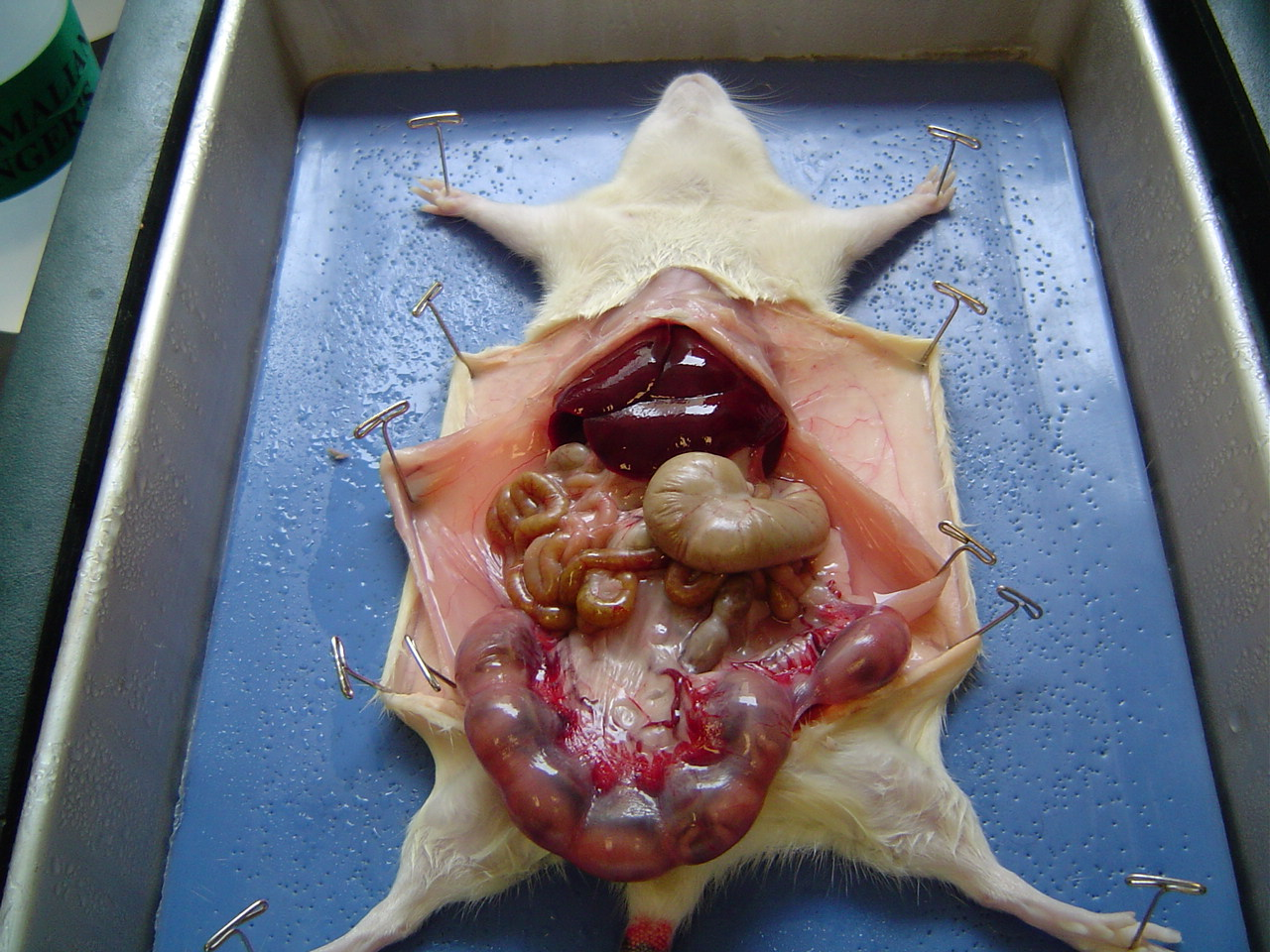
Dissecação de uma rata

A dissecação consiste, no estudo da anatomia, na abertura e/ou separação de organismos mortos, com o objetivo de estudar diferentes órgãos ou outras peças anatómicas. Em cirurgia, o termo também pode ser usado para o ato de dissecar uma artéria, uma veia ou um tumor, por exemplo. 

## Material de dissecação
O material de dissecação é um conjunto de ferramentas empregadas para realizar estudos de anatomia e morfologia internas sobre animais e plantas mortos. Como:
- Bisturi de tamanho adequado para o objeto de estudo
- Pinças grossas com bocal
- Pinças finas para manipulação de estruturas delicadas
- Pinça dente de rato: serve para remendar o objeto que está sendo dissecado.
- Agulha fechada
- Alfinetes
- Tesouras
- Luvas de látex
- Pinças normais
- Tesouras retas de dissecação
- Tesouras curvas de dissecação
- Agulha de dissecação reta
- Agulha de dissecação curva
- Agulha curva para sutura
- Separadores
- Cânula ou Sonda acanalada
- Compartimento de dissecação

## Manejo de pequenas estruturas
No caso de estudar os seres pequenos morfologicamente ou das partes pequenas pertencentes a sua anatomia o material deve permitir uma grande precisão. Para isto, se empregam bisturis, pinças de alta tecnologia, de ponta e tesouras com as duas pontas agudas e simétricas para um melhor manuseio do corpo em estudo.

## Na biologia

Mondino dei Liuzzi, Anathomia, 1541

A dissecação é habitualmente praticada por estudantes que seguem a biologia, botânica, agronomia, zootecnia, engenharia biomédica, fisioterapia, nutrição, educação física e a anatomia com relação com os estudos da medicina e a arte.
A primeira dissecação humana foi supervisionada por Ján Jesenský (1566-1621) natural da Eslováquia.